# Ghost Hunt
Ghost Hunt (яп. ゴーストハント Го:суто Ханто) — сёдзё-манга Сихо Инады, основанная на серии романов «Акурё» (яп. 悪霊シリーズ акурё: сири:дзу, «Злой дух») автора Фуюми Оно. Радиоспектакль по мотивам «Акурё» вышел в 1997 году. В настоящее время манга выходит в сёдзё-журнале «Nakayoshi», выпускаемом издательством «Коданся». Трансляция 25 серийного аниме-сериала по её мотивам проходила с октября 2006 по март 2007 года. 31 октября 2007 года компания Funimation Entertainment объявила о приобретении лицензионных прав на аниме, и о выпуске диска в США осенью 2008 года.

## Сюжет
История вокруг Кадзуи Сибуи, директора Лаборатории Психических Исследований Сибуя (ЛПИС) и Таниямы Май, ученицы средней школы.
Танияма с одноклассницами после уроков рассказывали страшные истории. После одной из историй, о призраках в старом здании школы, появляется Сибуя, которого девочки принимают за старшеклассника. Затем Танияма, проходя мимо старого здания школы, замечает там видеокамеру. Когда она пыталась дотронуться до камеры, помощник Сибуя, Лин, оттолкнул её, но сам упал и заработал травму. После этого Танияма заменяет Лина и начинает помогать Сибуя, который проводит исследования в старом здании по заказу директора школы. Вместе с ним директор нанял ещё нескольких специалистов по изгнанию духов.
На протяжении всех серий герои расследуют разные загадочные дела, а главная героиня Май Танияма открывает в себе новые возможности. В последней серии проявляет свою могущественную силу и сам Сибуя, из-за чего чуть не умирает.
Загадочные происшествия основаны на традициях японцев, тому, во что они верят и чего боятся.

## Персонажи
Май Танияма (яп. 谷山 麻衣 Танияма Май) — 16 лет, ученица средней школы. Упрямая, но в то же время милая, доверчивая девушка. Первая встреча с Сибуей произошла в один из очередных ночных страшных рассказов о призраках в новом здании школы, с её подругами. Пока её подружки вешались на шею Кадзуе, она изображала полное равнодушие к нему. Но на следующий день, зайдя в старое здание школы, она попадает в глупую переделку, из-за которой ей приходится расплачиваться с Кадзуей, работая на него. Тут начинаются их приключения в результате которых: появляется кличка Нару, а Май узнаёт, что она наделена экстрасенсорными способностями.
Сэйю: Каори Надзука
Кадзуя Сибуя (яп. 渋谷 一也 Сибуя Кадзуя) / Оливер Дэвис (яп. ) — 17 лет, директор Лаборатории Психических Исследований Сибуя (ЛПИС). Из-за своего «нарциссизма» получил прозвище Нару. Обладает сверхъестественной способностью опасной для жизни. В манге так же говорится, что его настоящие имя Оливер Дэвис и он является профессором парапсихологии.
Сэйю: Юки Тай
Лин Кодзё (яп. 林 興徐 Рин Ко:дзё) — помощник Сибуи. Китаец по происхождению. Ненавидит японцев. Последователь и практик Оммёдо — Оммёдзи. О чем периодически упоминалось в самом аниме. В борьбе со злыми духами использует своих сики.
Сэйю: Кэн Нарита
Хосё Такигава (яп. 滝川 法生 Такигава Хосё:) — японский священник. С детства воспитывался в горном храме, как священник, но из-за невозможности заниматься современной музыкой ушёл в город. Для изгнания духов и экзорцизма использует буддийские ритуалы, символы и мантры. Профессиональный музыкант (бас-гитара).
Сэйю: Кэндзи Хамада
Аяко Мацудзаки (яп. 松崎 綾子 Мацудзаки Аяко) — жрица. Родилась в семье богатых врачей, вследствие чего выросла очень избалованной. Привыкла всегда получать всё, чего захочет. Из первых эпизодов мы понимаем, что её привлекает Нару, однако надеяться ей не на что.
Сэйю: Масами Судзуки
Джон Браун (яп. ジョン・ブラウン) — 19-летний экзорцист из Австралии. Учился японскому в Кансае, поэтому говорит с кансайским акцентом.
Сэйю: Нобухико Окамото
Масако Хара (яп. 原 真砂子 Хара Масако) — черноволосая девушка шестнадцати лет. Одета, в основном, в традиционную японскую одежду — кимоно. Медиум из популярного телешоу, «Проводник духов». Очень известна. Масако способна чувствовать призраков в любом помещении. Может считывать информацию с окружения, благодаря чему видит обрывки прошлого. Пользуется уважением у Нару.
Сэйю: Риэ Кугимия
Осаму Ясухара (яп. 安原 修 Ясухара Осаму) — ученик старшей школы. В его школе происходили странные вещи и он обратился за помощью в ЛПИС. Потом стал активно помогать главным героям.
Сэйю: Косукэ Окано

## Аниме-сериал
| 1 | Файл 1: Злые духи повсюду?! #1 «FILE1 「Акурё: га Иппаи!?」#1» (FILE1 「悪霊がいっぱい!?」#1)     | 4 октября 2006 года  |
| В первом файле описывается изгнание полтергейстов из старого здания школы. Танияма заменяет пострадавшего по её вине помощника Нару. Вместе с остальными изгоняющими духов, приглашёнными директором школы, они пытаются определить есть ли в здании школы приведения и изгнать их. К ним присоединяется одноклассница Таниямы Курода, которая утверждает, что чувствует в здании призраков. Мацусаки проводит обряд изгнания духов, который не даёт результатов. Затем обряд экзорцизма проводит Браун, во время которого на него обрушивается крыша.                                                                         |                                                                                                   |                      |
| 2 | Файл 1: Злые духи повсюду?! #2 «FILE1 「Акурё: га Иппаи!?」 #2» (FILE1 「悪霊がいっぱい!?」 #2)   | 11 октября 2006 года |
| Нару решает, что в школе нет призраков, а все звуки и разрушения происходят из-за проседания здания, но признаки полтергейстов становятся сильнее. Обряд изгнания проводит Такигава, после чего в здании начинают обрушаться стеллажи и лопаться стёкла. |                                                                                                   |                      |
| 3 | Файл 1: Злые духи повсюду?! #3 «FILE1 「Акурё: га Иппаи!?」 #3» (FILE1 「悪霊がいっぱい!?」 #3)   | 18 октября 2006 года |
| На следующий день Нару приглашает всех участников изгнания духов в кабинет директора и проводит сеанс гипноза, на котором внушает, что ночью в здании будет двигаться стул. На 2-м этаже здания устанавливают стул и видеокамеру. Комнату заколачивают фанерой. Утром оказывается, что стул двигался. Нару объясняет, что на самом деле всё происходило из-за того, что Курода хотела, чтобы на неё обратили внимание, она может быть скрытым медиумом и телекинетиком. На следующий день часть здания обрушивается полностью. Нару приглашает Танияму работать в Лаборатории Психических Исследований Сибуя.                  |                                                                                                   |                      |
| 4 | Файл 2: Кукольный дом #1 «FILE2 「Нингё: но Иэ」 #1» (FILE2 「人形の家」 #1)                      | 25 октября 2006 года |
| В ЛПИС обратилась женщина Морисита Норико и попросила провести исследование. В доме, где она живет, происходят странные вещи. Нару, Май, Лин (помощник), Аяко (жрица), Такигава (бывший монах) приезжают в "дом с приведениями". Племянница Норико Аями ни с кем не общается и ведёт себя замкнуто, хотя раньше этого не было. Нару проводит сеанс гипноза, но он не даёт результатов. Сразу после этого в комнате Аями и гостиной все предметы сдвинуты с места. Аяко проводит изгнание, но это не помогает. Май видит силуэт ребёнка. Она узнаёт, что кукла Аями разговаривает с ней и запрещает дружить с кем-то кроме неё. |                                                                                                   |                      |
| 5 | Файл 2: Кукольный дом #2 «FILE2 「Нингё: но Иэ」#2» (FILE2 「人形の家」 #2)                       | 1 ноября 2006 года   |
| 6 | Файл 2: Кукольный дом #3 «FILE2 「Нингё: но Иэ」#3» (FILE2 「人形の家」 #3)                       | 8 ноября 2006 года   |
| 7 | Файл 3: Проклятые школы #1 «FILE3 「Хо:каго но Дзюся」 #1» (FILE 3 「放課後の呪者」 #1)           | 15 ноября 2006 года  |
| 8 | Файл 3: Проклятые школы #2 «FILE3 「Хо:каго но Дзюся」 #2» (FILE 3 「放課後の呪者」 #2)           | 22 ноября 2006 года  |
| 9 | Файл 3: Проклятые школы #3 «FILE3 「Хо:каго но Дзюся」 #3» (FILE 3 「放課後の呪者」 #3)           | 29 ноября 2006 года  |
| 10 | Файл 3: Проклятые школы #4 «FILE3 「Хо:каго но Дзюся」 #4» (FILE 3 「放課後の呪者」 #4)           | 6 ноября 2006 года   |
| 11 | Файл 4: История о призраке парка?! «FILE4 「Ко:эн но Кайдан!?」» (FILE4 「公園の怪談！？」)       | 13 декабря 2006 года |
| 12 | Файл 5: Тихое Рождество #1 «FILE5 「Сайрэнто Курисумасу」#1» (FILE5 「サイレント・クリスマス」#1) | 20 декабря 2006 года |
| 13 | Файл 5: Тихое Рождество #2 «FILE5 「Сайрэнто Курисумасу」#2» (FILE5 「サイレント・クリスマス」#2) | 27 декабря 2006 года |
| 14 | Файл 6: Запрещенная игра #1 «FILE6 「Киндзирарэта Асоби」#1» (FILE6 「禁じられた遊び」#1)         | 10 января 2007 года  |
| 15 | Файл 6: Запрещенная игра #2 «FILE6 「Киндзирарэта Асоби」#2» (FILE6 「禁じられた遊び」#2)         | 17 января 2007 года  |
| 16 | =Файл 6: Запрещенная игра #3 «FILE6 「Киндзирарэта Асоби」#3» (FILE6 「禁じられた遊び」#3)        | 24 января 2007 года  |
| 17 | Файл 6: Запрещенная игра #4 «FILE6 「Киндзирарэта Асоби」#4» (FILE6 「禁じられた遊び」#4)         | 31 января 2007 года  |
| 18 | Файл 7: Кровавый лабиринт #1 «FILE7 「Тинурарэта Мэикю:」#1» (FILE7 「血ぬられた迷宮」#1)         | 7 февраля 2007 года  |
| 19 | Файл 7: Кровавый лабиринт #2 «FILE7 「Тинурарэта Мэикю:」#2» (FILE7 「血ぬられた迷宮」#2)         | 14 февраля 2007 года |
| 20 | Файл 7: Кровавый лабиринт #3 «FILE7 「Тинурарэта Мэикю:」#3» (FILE7 「血ぬられた迷宮」#3)         | 21 февраля 2007 года |
| =21 | Файл 7: Кровавый лабиринт #4 «FILE7 「Тинурарэта Мэикю:」#4» (FILE7 「血ぬられた迷宮」#4)         | 28 февраля 2007 года |
| 22 | Файл 8: Проклятый дом #1 «FILE8 「Норой но Иэ」#1» (FILE8 「呪いの家」#1)                         | 7 марта 2007 года    |
| 23 | Файл 8: Проклятый дом #2 «FILE8 「Норой но Иэ」#2» (FILE8 「呪いの家」#2)                         | 14 марта 2007 года   |
| 24 | Файл 8: Проклятый дом #3 «FILE8 「Норой но Иэ」#3» (FILE8 「呪いの家」#3)                         | 21 марта 2007 года   |
| 25 | Файл 8: Проклятый дом #4 «FILE8 「Норой но Иэ」#4» (FILE8 「呪いの家」#4)                         | 28 марта 2007 года   |

## Фильм
В 2013 году стало известно, что режиссёр Ёситака Ямагути снимет экранизацию одноимённой книги, манги и аниме. Сценарий к фильму пишут Ацуюки Симода и Сётаро Оикава. В главных ролях заняты Харума Миура (Кадзуя Сибуя), Мидзуки Ямамото (Май Танияма) и Ёсукэ Кавамура (Хосё Такигава). По состоянию на 2016 год фильм всё ещё находится в процессе подготовки к съёмке.